# Lavars
Lavars település Franciaországban, Isère megyében. Lakosainak száma 164 fő (2022. január 1.). Lavars Saint-Martin-de-Clelles, Treffort, Clelles, Cornillon-en-Trièves, Mayres-Savel, Le Percy és Roissard községekkel határos.

## Népesség
A település népességének változása:
| Lakosok száma | 100  | 104  | 117  | 127  | 150  | 149  | 148  | 148  | 148  | 164  |
|               | 1968 | 1982 | 1990 | 2006 | 2013 | 2015 | 2017 | 2019 | 2020 | 2022 |